# Kriminologischer Dienst
Kriminologische Dienste sind in der Bundesrepublik Deutschland Einrichtungen der Justizministerien der Länder. Sie betreiben eigene Forschung in den Justizvollzugsanstalten und koordinieren genehmigungspflichtige Fremdforschungen.

## Geschichte, Struktur und Aufgaben der Kriminologischen Dienste
Da Gefängnisforschung bis in die 1980er-Jahre hinein nur selten betrieben wurde und gesichertes Wissen über Strafvollzugswirklichkeit rar war, wurde den Justizbehörden im ehemaligen Bundes-Strafvollzugsgesetz von 1977 empfohlen, Kriminologische Dienste einzurichten (§ 166). Seit 2024 haben alle Bundesländer Kriminologische Dienste. Manche haben auch einen Internetauftritt, wie beispielsweise in Baden-Württemberg, Niedersachsen und Sachsen. In anderen Bundesländern werden unter der Bezeichnung Kriminologischer Dienst (mit einer Kontaktadresse) lediglich Anfragen zu externen Forschungen geprüft und nach Bewilligung koordiniert.
Zu den zentralen Aufgaben der Kriminologischen Dienste gehören die Erfassung und die statistische Auswertung von Daten aus dem Strafvollzug. Dabei liegt das Augenmerk insbesondere auf der Wirksamkeit der Sanktionen und des Behandlungsvollzuges. Zudem wirken ihre Mitarbeiter an Fortbildungen für Justizbedienstete mit und beraten die Entscheidungsträger in den Ministerien.